# Морфология марийского языка
В статье описывается морфология лугового наречия марийского языка.

## Существительное

### Множественное число
Множественное число образуется путём добавления послелога -влак: чон («душа») — чон-влак («души»).

### Склонение имён существительных
| Падеж              | Отвечает на вопросы                              | Окончание                       | Окончание                       | Окончание                       | Примеры                            | Примечания                            |
| Падеж              | Отвечает на вопросы                              | Существительные, оканчивающиеся | Существительные, оканчивающиеся | Существительные, оканчивающиеся | Примеры                            | Примечания                            |
| Падеж              | Отвечает на вопросы                              | на ударяемый гласный            | на неударяемый гласный          | на согласный                    | Примеры                            | Примечания                            |
| ------------------ | ------------------------------------------------ | ------------------------------- | ------------------------------- | ------------------------------- | ---------------------------------- | ------------------------------------- |
| Именительный       | кö? («кто?»), мо? («что?»)                       |                                 |                                 |                                 |                                    |                                       |
| Родительный        | кöн? («чей?, чьи?»), мон?                        | -н                              | -ын                             | -ын                             |                                    |                                       |
| Дательный          | кöлан? («кому?»), молан? («чему?»)               | -лан                            | -ылан                           | -лан                            | марий («муж») — марийлан («мужу»)  |                                       |
| Винительный        | кöм? («кого?»), мом? («что?»)                    | -м                              | -ым                             | -ым                             |                                    |                                       |
| Сравнительный      | кöла? («как кто?»), мола? («как что?»)           | -ла                             | -ыла                            | -ла                             |                                    |                                       |
| Совместный         | кöге? («вместе с кем?»), моге? («вместе с чем?») | -ге                             | -ыге                            | -ге, -ке                        |                                    |                                       |
| Местный            | кушто? («где?»)                                  | -ште / -што / -штö              | -ыште / -ышто / -ыштö           | -ыште / -ышто / -ыштö           | пöрт («дом») — пöртыштö («в доме») |                                       |
| Направительный     | кушко? («куда?»)                                 | -шке / -шко / -шкö              | -ышке / -ышко / -ышкö           | -ышке / -ышко / -ышкö           | пöрт — пöртышкö (в дом)            | Может иметь краткую форму на -ш / -ыш |
| Обстоятельственный | кушан? («куда?, где?»)                           | -ш / -еш / -эш                  | -еш                             | -еш / -эш                       |                                    |                                       |

### Образцы склонения
| Падеж              | «книга»  | «аптека»  | «туловище» | «отверстие» | «дом»    |
| ------------------ | -------- | --------- | ---------- | ----------- | -------- |
| Именительный       | книга́    | апте́ка    | кап        | рож         | пöрт     |
| Родительный        | книган   | аптекын   | капын      | рожын       | пöртын   |
| Дательный          | книгалан | аптекылан | каплан     | рожлан      | пöртлан  |
| Винительный        | книгам   | аптекым   | капым      | рожым       | пöртым   |
| Сравнительный      | книгала  | аптекыла  | капла      | рожла       | пöртла   |
| Совместный         | книгаге  | аптекыге  | капке      | рожге       | пöртке   |
| Местный            | книгаште | аптекыште | капыште    | рожышто     | пöртыштö |
| Направительный     | книгашке | аптекышке | капышке    | рожышко     | пöртышкö |
| Обстоятельственный | книгаш   | аптекеш   | капеш      | рожеш       | пöртеш   |

## Глагол

### Личные формы

#### Настоящее время

##### Окончания настоящего времени
| Лицо, число | Первое спряжение | Второе спряжение |
| ----------- | ---------------- | ---------------- |
| 1 л. ед. ч. | -ам              | -ем              |
| 2 л. ед. ч. | -ат              | -ет              |
| 3 л. ед. ч. | -еш              | -а               |
| 1 л. мн. ч. | -ына             | -ена             |
| 2 л. мн. ч. | -ыда             | -еда             |
| 3 л. мн. ч. | -ыт              | -ат              |

##### Образцы спряжения
| Лицо, число | лудаш «читать»       | лудаш «читать»      | возаш «писать»       | возаш «писать»      |
|             | Утвердительная форма | Отрицательная форма | Утвердительная форма | Отрицательная форма |
| ----------- | -------------------- | ------------------- | -------------------- | ------------------- |
| 1 л. ед. ч. | лудам                | ом луд              | возем                | ом возо             |
| 2 л. ед. ч. | лудат                | от луд              | возет                | от возо             |
| 3 л. ед. ч. | лудеш                | ок луд              | воза                 | ок возо             |
| 1 л. мн. ч. | лудына               | она луд             | возена               | она возо            |
| 2 л. мн. ч. | лудыда               | ода луд             | возеда               | ода возо            |
| 3 л. мн. ч. | лудыт                | огыт луд            | возат                | огыт возо           |

Пример
Мый кинош каем «Я иду в кино» (каяш (-ем) «идти»).